# Astenosfera
Astenosfera je područje Zemlje koje se proteže između 100 i 200 km ispod površine, a po nekim znanstvenicima čak i do 400 km. To je slaba ili "meka" zona u gornjem plaštu, a leži neposredno ispod litosfere. Igra značajnu ulogu u tektonici ploča i izostatskom podešavanju. Unatoč svojoj zagrijanosti, zbog visokog tlaka plastična je i ima relativno nisku gustoću. Seizmički valovi, čija brzina pada povećanjem mekoće medija, prolaze relativno sporo kroz astenosferu, zbog čega je nazvana "zonom sniženih brzina".
Ispod tankih oceanskih ploča astenosfera je obično mnogo bliža površini dna, a na srednjooceanskim hrptovima izdiže se sve do nekoliko kilometara ispod oceanskog dna.
Gornji dio astenosfere smatra se zonom po kojoj se pomiču velike krute i krte litosferne ploče. Zbog uvjeta temperature i tlaka u astenosferi, stijene postaju duktilne, pomičući se tempom deformacije reda veličine cm/god. Na taj način teku poput konvekcijske struje, zračeći toplinu iz Zemljine unutrašnjosti prema vani. Iznad astenosfere, istim tempom deformacija, stijene se ponašaju elastično, ali se mogu slomiti jer su krte, zbog čega nastaju rasjedi. Smatra se da kruta litosfera pluta ili se pomiče po sporo plovećoj astenosferi, što uzrokuje pomicanje tektonskih ploča opisanih teorijom tektonike ploča.
Iako se dugo sumnjalo u postojanje astenosfere, ono je potvrđeno analizama seizmičkih valova nastali nakon potresa u Čileu 1960.